# Mima (Ehime)
El Pueblo de Mima (三間町 Mima-chō?) fue un pueblo del Distrito de Kitauwa en la Región de Nanyo (南予地方 Nanyo-chihō?) de la Prefectura de Ehime. Desaparece el 1° de agosto de 2005 al pasar a formar parte de la Ciudad de Uwajima.

## Características
El Pueblo de Mima junto a los pueblos de Kihoku (conformado por lo que fueron el de Pueblo de Hiromi y la Villa de Hiyoshi) y Matsuno, todas del Distrito de Kitauwa, conforman lo que se conoce como Región de Kihoku (鬼北地域 Kihoku-chi'iki?). Entre los cuatro, el Pueblo de Mima era la más occidental de todas, siendo una especie de intermediario con la Ciudad de Uwajima.
El Río Mima (三間川 Mima-gawa?) es un afluente del Río Hiromi (広見川 Hiromi-gawa?) (afluente del Río Shimanto), formando la Depresión de Mima (三間盆地 Mima-bonchi?), la que es una zona en la que se practica el cultivo de arroz. El Río Mima nace en la zona del Paso de Hanaga (歯長峠 Hanaga-tōge?), al noroeste del Pueblo, recorriendo mayormente en sentido oeste-este la Depresión de Mima hasta el Pueblo de Kihoku. Dentro del Pueblo de Kihoku y en el distrito Izume (出目?) confluye con el Río Hiromi.

## Origen del nombre
La denominación Mima (三間?) existió desde tiempos remotos y fue utilizada para referirse a la Región de Kihoku. La denominación tuvo muchas variantes a lo largo de la historia para su escritura ("美万", "水沼" y "御馬").

## Historia
- 1954: el 10 de octubre nace como resultado de la fusión de las villas de Mima (三間村 Mima-mura?), Narutae (成妙村 Narutae-mura?) y Futana (二名村 Futana-mura?).
- 2005: el 1° de agosto de 2005 es absorbida junto a los pueblos de Tsushima y Yoshida por la Ciudad de Uwajima.